# Tipula atomus
Tipula atomus är en tvåvingeart som först beskrevs av Franz Paula von Schrank 1803.  Tipula atomus ingår i släktet Tipula och familjen fjädermyggor.
Artens utbredningsområde är Tyskland. Inga underarter finns listade i Catalogue of Life.